# Єгипетсько-італійські відносини
Єгипетсько-італійські відносини стосуються відносин між Єгиптом та Італією. Обидві країни є членами Союзу для Середземномор'я та ООН.

## Історія
Відносини були вперше встановлені в період Римської республіки, коли Королівство Птолемеїв часто взаємодіяло з Римом, кульмінацією чого стала римська анексія Єгипту в 30 до н. е.
Після розпаду Західної Римської імперії в 476 та збереження Єгипту як провінції Східної Римської імперії до ісламського завоювання в 642 не існувало незалежних держав Італії та Єгипту, і як таких не було дипломатичних відносин. Культурні зв’язки між Єгиптом та Італією з часом ще більше віддалилися з ісламізацією Єгипту та посиленням католицизму в Італії.
Лише після офіційної незалежності Єгипту від Британії в 1922 відносини з Італією будуть відновлені. З появою Муссоліні та фашизму в Італії та зрештою італійським вторгненням до Єгипту під час Другої світової війни відносини сильно загострилися. Однак після війни відносини були відновлені, і зараз між країнами склалися теплі відносини.

## Сучасні відносини
Італія є найбільшим торговим партнером Єгипту в Європейському Союзі та третім за величиною міжнародним партнером після США та КНР. Крім того, інвестиції Італії в Єгипет становлять 2,6 мільярда доларів США, в основному зосереджені в транспорті та банківських послугах серед інших секторів, що робить її п’ятим за величиною європейським інвестором у Єгипет. До кінця 2014 обсяг торгівлі між двома країнами досяг $6 млрд.
У квітні 2016 дипломатичні відносини між двома країнами були серйозно напруженими, коли італійський докторант Кембриджського університету був знайдений жорстоко вбитим у Каїрі після того, як він зник безвісти в січні того ж року. Згодом Італія відкликала свого посла в Єгипті для консультацій у Римі щодо злочинної смерті Джуліо Регені, який у той час проводив критичне наукове дослідження трудових прав Єгипту та профспілок. Тоді єгипетські правоохоронні органи надали суперечливу інформацію про долю громадянина Італії, що було неприйнятним для італійських слідчих. У результаті італійська преса та міністерство закордонних справ вказали на систематичні порушення прав людини в Єгипті та пригрозили політичними санкціями, якщо поліцейське керівництво та практика не зазнають суттєвих змін.
Затримання Патріка Закі, єгипетського студента, який навчається на магістратурі Erasmus Mundus в Болонському університеті, ще більше погіршило дипломатичні відносини. Його затримали 7 лютого 2020, коли він повертався до Каїра, щоб відвідати родину. Відтоді його утримували у в’язниці Тора, незважаючи на міжнародні заклики до його звільнення з боку таких організацій, як Amnesty International і Scholars at Risk, а також на заклики італійських членів Європейського парламенту. Кілька міст Італії, зокрема Болонья, Мілан і Неаполь, зробили Закі почесним громадянином у рамках кампанії «100 Città per Patrick» (100 міст для Патріка).

## Постійні дипломатичні представництва
- Єгипет має посольство в Римі та генеральне консульство в Мілані.
- Італія має посольство в Каїрі.